# Delichon
Delichon és un dels gèneres d'ocells, de la família dels hirundínids (Hirundinidae).

## Taxonomia
Segons la classificació del Congrés Ornitològic Internacional (versió 13.2, 2023), aquest gènere conté quatre espècies:
- Delichon urbicum - oreneta cuablanca comuna.
- Delichon logopodum - oreneta cuablanca oriental.
- Delichon dasypus - oreneta cuablanca asiàtica.
- Delichon nipalense - oreneta cuablanca del Nepal.